# 辻雅之
辻 雅之（つじ まさゆき、1972年7月17日 -  ）は、岡山県出身の政治解説者。現在ブリーフィングジャパン編集長。

## 経歴
立教大学法学部で政治学を学ぶ。日本近現代史が専門。他、政治理論、政治思想などを学ぶ。
2007年より河合塾・大学受験科講師（広島地区担当）となる（〜現在）。
2001年3月24日よりAll Aboutの「ビジネス実用」カテゴリ中の「よくわかる政治」ガイドとなり、510本の記事を掲載するが、2008年8月31日をもって「よくわかる政治」ガイドを辞任。

## 主張
- 公明党が2008年の新テロ対策特措法再可決に消極的であったのは、第二次世界大戦中に公明党の支持母体である創価学会初代会長牧口常三郎ら幹部が逮捕され、牧口が獄死した過去があるためだと主張している[2]。

## 著書
- 『ポケット図解 日本の政治がよーくわかる本―永田町の動向を読み解く基礎知識（Shuwasystem Beginner’s Guide Book）（単行本）』（秀和システム 2006年7月）　ISBN 978-4798013718